# Élections départementales de 2015 dans l'Allier
Les élections départementales ont lieu les 22 et 29 mars 2015.

## Contexte départemental

### Assemblée départementale sortante
Avant les élections, le conseil général de l'Allier est présidé par Jean-Paul Dufrègne (PCF). Il comprend 35 conseillers généraux issus des 35 cantons de l'Allier. Après le redécoupage cantonal de 2014, ce sont 38 conseillers départementaux qui seront élus au sein des 19 nouveaux cantons de l'Allier.
| Parti                                | Sigle | Sigle | Élus |
| ------------------------------------ | ----- | ----- | ---- |
| Majorité (18 sièges)                 |       |       |      |
| Parti communiste français            |       | PCF   | 9    |
| Parti socialiste                     |       | PS    | 6    |
| Parti radical de gauche              |       | PRG   | 2    |
| Europe Écologie Les Verts            |       | EÉLV  | 1    |
| Opposition (17 sièges)               |       |       |      |
| Divers droite                        |       | DVD   | 9    |
| Union des démocrates et indépendants |       | UDI   | 4    |
| Union pour un mouvement populaire    |       | UMP   | 4    |
| Président du Conseil général         |       |       |      |
| Jean-Paul Dufrègne (PCF)             |       |       |      |

### Assemblée départementale élue
| Parti                                | Sigle | Sigle | Élus |
| ------------------------------------ | ----- | ----- | ---- |
| Majorité (20 sièges)                 |       |       |      |
| Divers droite                        |       | DVD   | 10   |
| Union pour un mouvement populaire    |       | UMP   | 7    |
| Union des démocrates et indépendants |       | UDI   | 3    |
| Opposition (18 sièges)               |       |       |      |
| Parti socialiste                     |       | PS    | 8    |
| Parti communiste français            |       | PCF   | 7    |
| Parti radical de gauche              |       | PRG   | 2    |
| Divers gauche                        |       | DVG   | 1    |
| Président du Conseil départemental   |       |       |      |
| Gérard Dériot (UMP)                  |       |       |      |

## Résultats à l'échelle du département

### Résultats par nuances du ministère de l'Intérieur
Les nuances utilisées par le ministère de l'Intérieur ne tiennent pas compte des alliances locales.
| Binômes     | Binômes            | Premier tour | Premier tour | Second tour | Second tour | Sièges |
| Binômes     | Binômes            | Voix         | %            | Voix        | %           | Sièges |
| ----------- | ------------------ | ------------ | ------------ | ----------- | ----------- | ------ |
|             | DVD                | 33 789       | 26,10        | 40 998      | 34,81       | 12     |
|             | Union de la droite | 10 812       | 8,35         | 15 564      | 13,21       | 6      |
|             | UMP                | 3 825        | 2,95         | 5 506       | 4,67        | 2      |
| Droite      | Droite             | 48 426       | 37,41        | 62 068      | 52,69       | 20     |
|             |                    |              |              |             |             |        |
|             | PS                 | 16 441       | 12,70        | 16 212      | 13,76       | 8      |
|             | Union de la gauche | 9 899        | 7,65         | 12 187      | 10,35       | 2      |
|             | PCF                | 9 296        | 7,18         | 7 043       | 5,98        | 4      |
|             | FG                 | 7 924        | 6,12         | 8 382       | 7,12        | 2      |
|             | DVG                | 5 374        | 4,15         |             |             |        |
|             | PRG                | 2 986        | 2,31         | 3 318       | 2,82        | 2      |
| Gauche      | Gauche             | 51 920       | 40,10        | 47 142      | 40,02       | 18     |
|             |                    |              |              |             |             |        |
|             | FN                 | 27 858       | 21,52        | 8 581       | 7,28        | 0      |
|             |                    |              |              |             |             |        |
|             | Divers             | 1 258        | 0,97         |             |             |        |
|             |                    |              |              |             |             |        |
| Inscrits    | Inscrits           | 253 681      | 100,00       | 241 898     | 100,00      |        |
| Abstentions | Abstentions        | 117 212      | 46,20        | 113 572     | 46,95       |        |
| Votants     | Votants            | 136 469      | 53,80        | 128 326     | 53,05       |        |
| Blancs      | Blancs             | 4 565        | 3,35         | 6 615       | 5,15        |        |
| Nuls        | Nuls               | 2 442        | 1,79         | 3 920       | 3,05        |        |
| Exprimés    | Exprimés           | 129 462      | 94,87        | 117 791     | 91,79       |        |

### Résultats par canton
| Canton                       | Conseiller sortant       | Parti                   | Parti       | Conseiller élu           | Parti           | Parti           |
| ---------------------------- | ------------------------ | ----------------------- | ----------- | ------------------------ | --------------- | --------------- |
| Bellerive-sur-Allier         | Canton créé              | Canton créé             | Canton créé | Isabelle Goninet         |                 | DVD             |
| Bellerive-sur-Allier         | Canton créé              | Canton créé             | Canton créé | Jean-Jacques Rozier      |                 | DVD             |
| Bourbon-l'Archambault        | Gilles Mazuel *          |                         | PCF         | Gérard Dériot            |                 | UMP             |
| Bourbon-l'Archambault        | Gilles Mazuel *          | Corinne Trebosc-Coupas  | PCF         |                          | DVD             |                 |
| Cérilly                      | Gérard Dériot            |                         | UMP         | Canton supprimé          | Canton supprimé | Canton supprimé |
| Chantelle                    | André Bidaud             |                         | UDI         | Canton supprimé          | Canton supprimé | Canton supprimé |
| Chevagnes                    | Alain Lognon             |                         | PCF         | Canton supprimé          | Canton supprimé | Canton supprimé |
| Commentry                    | Claude Riboulet          |                         | UDI         | Claude Riboulet          |                 | UDI             |
| Commentry                    | Claude Riboulet          | Christiane Touzeau      | UDI         |                          | DVD             |                 |
| Cusset-Nord                  | Magali Dubreuil          |                         | EÉLV        | Canton supprimé          | Canton supprimé | Canton supprimé |
| Cusset-Sud                   | Gérard Charasse *        |                         | PRG         | Canton supprimé          | Canton supprimé | Canton supprimé |
| Cusset                       | Canton créé              | Canton créé             | Canton créé | Annie Corne              |                 | UMP             |
| Cusset                       | Canton créé              | Canton créé             | Canton créé | Jean-Sébastien Laloy     |                 | UMP             |
| Domérat-Montluçon-Nord-Ouest | Marc Malbet              |                         | PS          | Canton supprimé          | Canton supprimé | Canton supprimé |
| Dompierre-sur-Besbre         | Pascal Vernisse *        |                         | PCF         | Valérie Gouby            |                 | DVG             |
| Dompierre-sur-Besbre         | Pascal Vernisse *        | Alain Lognon            | PCF         |                          | PCF             |                 |
| Le Donjon                    | Guy Labbé *              |                         | PS          | Canton supprimé          | Canton supprimé | Canton supprimé |
| Ébreuil                      | Dominique Bidet          |                         | PCF         | Canton supprimé          | Canton supprimé | Canton supprimé |
| Escurolles                   | Jean-Jacques Rozier      |                         | DVD         | Canton supprimé          | Canton supprimé | Canton supprimé |
| Gannat                       | Anne-Marie Defay         |                         | DVD         | André Bidaud             |                 | UDI             |
| Gannat                       | Anne-Marie Defay         | Anne-Marie Defay        | DVD         |                          | DVD             |                 |
| Hérisson                     | Daniel Roussat *         |                         | PCF         | Canton supprimé          | Canton supprimé | Canton supprimé |
| Huriel                       | Michel Tabutin           |                         | PCF         | Séverine Fenouillet      |                 | PCF             |
| Huriel                       | Michel Tabutin           | Michel Tabutin          | PCF         |                          | PCF             |                 |
| Jaligny-sur-Besbre           | Jean-Paul Chérasse       |                         | PS          | Canton supprimé          | Canton supprimé | Canton supprimé |
| Lapalisse                    | Jacques de Chabannes     |                         | PRG         | Martine Arnaud           |                 | PRG             |
| Lapalisse                    | Jacques de Chabannes     | Jacques de Chabannes    | PRG         |                          | PRG             |                 |
| Lurcy-Lévis                  | Nicolas Thollet          |                         | PCF         | Canton supprimé          | Canton supprimé | Canton supprimé |
| Marcillat-en-Combraille      | Christian Chito          |                         | DVD         | Canton supprimé          | Canton supprimé | Canton supprimé |
| Le Mayet-de-Montagne         | François Szypula         |                         | UDI         | Canton supprimé          | Canton supprimé | Canton supprimé |
| Le Montet                    | Marie-Françoise Lacarin  |                         | PCF         | Canton supprimé          | Canton supprimé | Canton supprimé |
| Montluçon-Est                | Françoise Czekaj *       |                         | DVD         | Canton supprimé          | Canton supprimé | Canton supprimé |
| Montluçon-Nord-Est           | Bernard Dillard *        |                         | DVD         | Canton supprimé          | Canton supprimé | Canton supprimé |
| Montluçon-Ouest              | Bernard Pozzoli          |                         | PS          | Canton supprimé          | Canton supprimé | Canton supprimé |
| Montluçon-Sud                | Bernadette Vergne        |                         | UMP         | Canton supprimé          | Canton supprimé | Canton supprimé |
| Montluçon-1                  | Canton créé              | Canton créé             | Canton créé | Pascale Lescurat         |                 | PS              |
| Montluçon-1                  | Canton créé              | Canton créé             | Canton créé | Marc Malbet              |                 | PS              |
| Montluçon-2                  | Canton créé              | Canton créé             | Canton créé | Geneviève de Gouveia     |                 | PCF             |
| Montluçon-2                  | Canton créé              | Canton créé             | Canton créé | Christian Sanvoisin      |                 | PCF             |
| Montluçon-3                  | Canton créé              | Canton créé             | Canton créé | Christian Chito          |                 | DVD             |
| Montluçon-3                  | Canton créé              | Canton créé             | Canton créé | Bernadette Vergne        |                 | UMP             |
| Montluçon-4                  | Canton créé              | Canton créé             | Canton créé | Bernard Pozzoli          |                 | PS              |
| Montluçon-4                  | Canton créé              | Canton créé             | Canton créé | Juliette Werth           |                 | PS              |
| Montmarault                  | Bruno Rojouan *          |                         | DVD         | Canton supprimé          | Canton supprimé | Canton supprimé |
| Moulins-Ouest                | Alain Denizot            |                         | PS          | Canton supprimé          | Canton supprimé | Canton supprimé |
| Moulins-Sud                  | Nicole Tabutin           |                         | DVD         | Canton supprimé          | Canton supprimé | Canton supprimé |
| Moulins-1                    | Canton créé              | Canton créé             | Canton créé | Alain Denizot            |                 | PS              |
| Moulins-1                    | Canton créé              | Canton créé             | Canton créé | Éliane Huguet            |                 | PS              |
| Moulins-2                    | Canton créé              | Canton créé             | Canton créé | Jean Laurent             |                 | DVD             |
| Moulins-2                    | Canton créé              | Canton créé             | Canton créé | Nicole Tabutin           |                 | DVD             |
| Neuilly-le-Réal              | Lucien Gonnot *          |                         | DVD         | Canton supprimé          | Canton supprimé | Canton supprimé |
| Saint-Pourçain-sur-Sioule    | Bernard Coulon           |                         | UDI         | Catherine Corti          |                 | DVD             |
| Saint-Pourçain-sur-Sioule    | Bernard Coulon           | Bernard Coulon          | UDI         |                          | UDI             |                 |
| Souvigny                     | Jean-Paul Dufrègne       |                         | PCF         | Jean-Paul Dufrègne       |                 | PCF             |
| Souvigny                     | Jean-Paul Dufrègne       | Marie-Françoise Lacarin | PCF         |                          | PCF             |                 |
| Varennes-sur-Allier          | Élisabeth Albert-Cuisset |                         | DVD         | Canton supprimé          | Canton supprimé | Canton supprimé |
| Vichy-Nord                   | Gabriel Maquin           |                         | UMP         | Canton supprimé          | Canton supprimé | Canton supprimé |
| Vichy-Sud                    | Christian Corne *        |                         | UMP         | Canton supprimé          | Canton supprimé | Canton supprimé |
| Vichy-1                      | Canton créé              | Canton créé             | Canton créé | Élisabeth Albert-Cuisset |                 | DVD             |
| Vichy-1                      | Canton créé              | Canton créé             | Canton créé | Gabriel Maquin           |                 | UMP             |
| Vichy-2                      | Canton créé              | Canton créé             | Canton créé | Frédéric Aguilera        |                 | UMP             |
| Vichy-2                      | Canton créé              | Canton créé             | Canton créé | Évelyne Voitellier       |                 | UMP             |
| Yzeure                       | Pascal Perrin            |                         | PS          | Pascale Foucault         |                 | PS              |
| Yzeure                       | Pascal Perrin            | Pascal Perrin           | PS          |                          | PS              |                 |

* Conseillers généraux sortants ne se représentant pas

## Résultats par canton

### Canton de Bellerive-sur-Allier
| Candidats            | Candidats                | Partis      | Partis      | Premier tour | Premier tour | Second tour | Second tour |
| Candidats            | Candidats                | Partis      | Partis      | Voix         | %            | Voix        | %           |
| -------------------- | ------------------------ | ----------- | ----------- | ------------ | ------------ | ----------- | ----------- |
| 1                    | Isabelle Goninet         |             | DVD         | 3 048        | 42,96        | 4 679       | 70,66       |
| 1                    | Jean-Jacques Rozier*     |             | DVD         | 3 048        | 42,96        | 4 679       | 70,66       |
| 2                    | Christian François Chaze |             | PS          | 1 228        | 17,31        |             |             |
| 2                    | Garance Rouvet           |             | PS          | 1 228        | 17,31        |             |             |
| 3                    | Anne Babian-Lhermet      |             | EÉLV        | 941          | 13,26        |             |             |
| 3                    | Michel Marien            |             | PRG         | 941          | 13,26        |             |             |
| 4                    | Marie-Françoise Cussinet |             | FN          | 1 878        | 26,47        | 1 943       | 29,34       |
| 4                    | Erwan Eon Duval          |             | FN          | 1 878        | 26,47        | 1 943       | 29,34       |
|                      |                          |             |             |              |              |             |             |
| Inscrits             | Inscrits                 | Inscrits    | Inscrits    | 13 524       | 100,00       | 13 525      | 100,00      |
| Abstentions          | Abstentions              | Abstentions | Abstentions | 6 026        | 44,56        | 6 141       | 45,4        |
| Votants              | Votants                  | Votants     | Votants     | 7 498        | 55,44        | 7 384       | 54,6        |
| Blancs               | Blancs                   | Blancs      | Blancs      | 278          | 3,71         | 540         | 7,31        |
| Nuls                 | Nuls                     | Nuls        | Nuls        | 125          | 1,67         | 222         | 3,01        |
| Exprimés             | Exprimés                 | Exprimés    | Exprimés    | 7 095        | 94,63        | 6 622       | 89,68       |
| * conseiller sortant |                          |             |             |              |              |             |             |

### Canton de Bourbon-l'Archambault
| Candidats            | Candidats              | Partis      | Partis      | Premier tour | Premier tour | Second tour | Second tour |
| Candidats            | Candidats              | Partis      | Partis      | Voix         | %            | Voix        | %           |
| -------------------- | ---------------------- | ----------- | ----------- | ------------ | ------------ | ----------- | ----------- |
| 1                    | Gérard Dériot*         |             | UMP         | 2 555        | 33,61        | 3 808       | 50,32       |
| 1                    | Corinne Trebosc-Coupas |             | DVD         | 2 555        | 33,61        | 3 808       | 50,32       |
| 2                    | Isabelle Desurier      |             | PS          | 925          | 12,17        |             |             |
| 2                    | Olivier Laraize        |             | PS          | 925          | 12,17        |             |             |
| 3                    | Pakiwa Laloué-Buguet   |             | PCF         | 2 575        | 33,87        | 3 760       | 49,68       |
| 3                    | Nicolas Thollet*       |             | PCF         | 2 575        | 33,87        | 3 760       | 49,68       |
| 4                    | Cédric Auclair         |             | FN          | 1 547        | 20,35        |             |             |
| 4                    | Alexandrine Munin      |             | FN          | 1 547        | 20,35        |             |             |
|                      |                        |             |             |              |              |             |             |
| Inscrits             | Inscrits               | Inscrits    | Inscrits    | 13 141       | 100,00       | 13 141      | 100,00      |
| Abstentions          | Abstentions            | Abstentions | Abstentions | 5 221        | 39,73        | 4 999       | 38,04       |
| Votants              | Votants                | Votants     | Votants     | 7 920        | 60,27        | 8 142       | 61,96       |
| Blancs               | Blancs                 | Blancs      | Blancs      | 209          | 2,64         | 350         | 4,3         |
| Nuls                 | Nuls                   | Nuls        | Nuls        | 109          | 1,38         | 224         | 2,75        |
| Exprimés             | Exprimés               | Exprimés    | Exprimés    | 7 602        | 95,98        | 7 568       | 92,95       |
| * conseiller sortant |                        |             |             |              |              |             |             |

### Canton de Commentry
| Candidats            | Candidats          | Partis      | Partis      | Premier tour | Premier tour | Second tour | Second tour |
| Candidats            | Candidats          | Partis      | Partis      | Voix         | %            | Voix        | %           |
| -------------------- | ------------------ | ----------- | ----------- | ------------ | ------------ | ----------- | ----------- |
| 1                    | Laura Iddir        |             | FN          | 1 424        | 19,31        |             |             |
| 1                    | Jonathan Marol     |             | FN          | 1 424        | 19,31        |             |             |
| 2                    | Élisabeth Blanchet |             | FG          | 1 624        | 22,02        | 3 170       | 45,42       |
| 2                    | Sylvain Bourdier   |             | PCF         | 1 624        | 22,02        | 3 170       | 45,42       |
| 3                    | Claude Riboulet*   |             | UDI         | 3 146        | 42,65        | 3 809       | 54,58       |
| 3                    | Christiane Touzeau |             | DVD         | 3 146        | 42,65        | 3 809       | 54,58       |
| 4                    | Valérie Balichard  |             | PS          | 1 182        | 16,02        |             |             |
| 4                    | Alain Chanier      |             | PS          | 1 182        | 16,02        |             |             |
|                      |                    |             |             |              |              |             |             |
| Inscrits             | Inscrits           | Inscrits    | Inscrits    | 13 806       | 100,00       | 13 801      | 100,00      |
| Abstentions          | Abstentions        | Abstentions | Abstentions | 6 074        | 44           | 6 215       | 45,03       |
| Votants              | Votants            | Votants     | Votants     | 7 732        | 56           | 7 586       | 54,97       |
| Blancs               | Blancs             | Blancs      | Blancs      | 217          | 2,81         | 354         | 4,67        |
| Nuls                 | Nuls               | Nuls        | Nuls        | 139          | 1,8          | 253         | 3,34        |
| Exprimés             | Exprimés           | Exprimés    | Exprimés    | 7 376        | 95,4         | 6 979       | 92          |
| * conseiller sortant |                    |             |             |              |              |             |             |

### Canton de Cusset
| Candidats            | Candidats            | Partis      | Partis      | Premier tour | Premier tour | Second tour | Second tour |
| Candidats            | Candidats            | Partis      | Partis      | Voix         | %            | Voix        | %           |
| -------------------- | -------------------- | ----------- | ----------- | ------------ | ------------ | ----------- | ----------- |
| 1                    | Jean-Yves Chégut     |             | DVG         | 1 153        | 18,57        |             |             |
| 1                    | Jeannine Petelet     |             | DVG         | 1 153        | 18,57        |             |             |
| 2                    | Arnaud Couture       |             | FN          | 1 171        | 18,86        |             |             |
| 2                    | Amanthe Galango      |             | FN          | 1 171        | 18,86        |             |             |
| 3                    | Annie Corne          |             | UMP         | 2 693        | 43,37        | 3 741       | 63,01       |
| 3                    | Jean-Sébastien Laloy |             | UMP         | 2 693        | 43,37        | 3 741       | 63,01       |
| 4                    | Magali Dubreuil*     |             | EÉLV        | 1 193        | 19,21        | 2 196       | 36,99       |
| 4                    | Christian Fournier   |             | PCF         | 1 193        | 19,21        | 2 196       | 36,99       |
|                      |                      |             |             |              |              |             |             |
| Inscrits             | Inscrits             | Inscrits    | Inscrits    | 12 229       | 100,00       | 12 229      | 100,00      |
| Abstentions          | Abstentions          | Abstentions | Abstentions | 5 698        | 46,59        | 5 751       | 47,03       |
| Votants              | Votants              | Votants     | Votants     | 6 531        | 53,41        | 6 478       | 52,97       |
| Blancs               | Blancs               | Blancs      | Blancs      | 195          | 2,99         | 329         | 5,08        |
| Nuls                 | Nuls                 | Nuls        | Nuls        | 126          | 1,93         | 212         | 3,27        |
| Exprimés             | Exprimés             | Exprimés    | Exprimés    | 6 210        | 95,08        | 5 937       | 91,65       |
| * conseiller sortant |                      |             |             |              |              |             |             |

### Canton de Dompierre-sur-Besbre
| Candidats   | Candidats           | Partis      | Partis      | Premier tour | Premier tour | Second tour | Second tour |
| Candidats   | Candidats           | Partis      | Partis      | Voix         | %            | Voix        | %           |
| ----------- | ------------------- | ----------- | ----------- | ------------ | ------------ | ----------- | ----------- |
| 1           | Valérie Gouby       |             | DVG         | 3 948        | 48,65        | 4 524       | 57,56       |
| 1           | Alain Lognon        |             | PCF         | 3 948        | 48,65        | 4 524       | 57,56       |
| 2           | Jeanne Fleur        |             | FN          | 1 651        | 20,35        |             |             |
| 2           | Christian Pourtier  |             | FN          | 1 651        | 20,35        |             |             |
| 3           | Marie-France Augier |             | UMP         | 2 516        | 31,00        | 3 336       | 42,44       |
| 3           | Pierre Girard       |             | UMP         | 2 516        | 31,00        | 3 336       | 42,44       |
|             |                     |             |             |              |              |             |             |
| Inscrits    | Inscrits            | Inscrits    | Inscrits    | 15 838       | 100,00       | 15 837      | 100,00      |
| Abstentions | Abstentions         | Abstentions | Abstentions | 7 266        | 45,88        | 7 305       | 46,13       |
| Votants     | Votants             | Votants     | Votants     | 8 572        | 54,12        | 8 532       | 53,87       |
| Blancs      | Blancs              | Blancs      | Blancs      | 313          | 3,65         | 426         | 4,99        |
| Nuls        | Nuls                | Nuls        | Nuls        | 144          | 1,68         | 246         | 2,88        |
| Exprimés    | Exprimés            | Exprimés    | Exprimés    | 8 115        | 94,67        | 7 860       | 92,12       |

### Canton de Gannat
| Candidats            | Candidats         | Partis      | Partis      | Premier tour | Premier tour | Second tour | Second tour |
| Candidats            | Candidats         | Partis      | Partis      | Voix         | %            | Voix        | %           |
| -------------------- | ----------------- | ----------- | ----------- | ------------ | ------------ | ----------- | ----------- |
| 1                    | Dominique Bidet*  |             | PCF         | 2 740        | 32,01        | 3 100       | 37,67       |
| 1                    | Aline Jeudi       |             | PS          | 2 740        | 32,01        | 3 100       | 37,67       |
| 2                    | Olivier Briffaut  |             | FN          | 1 629        | 19,03        |             |             |
| 2                    | Valérie San Marco |             | FN          | 1 629        | 19,03        |             |             |
| 3                    | André Bidaud*     |             | UDI         | 4 191        | 48,96        | 5 130       | 62,33       |
| 3                    | Anne-Marie Defay  |             | DVD         | 4 191        | 48,96        | 5 130       | 62,33       |
|                      |                   |             |             |              |              |             |             |
| Inscrits             | Inscrits          | Inscrits    | Inscrits    | 15 311       | 100,00       | 15 308      | 100,00      |
| Abstentions          | Abstentions       | Abstentions | Abstentions | 6 337        | 41,39        | 6 462       | 42,21       |
| Votants              | Votants           | Votants     | Votants     | 8 974        | 58,61        | 8 846       | 57,79       |
| Blancs               | Blancs            | Blancs      | Blancs      | 274          | 3,05         | 412         | 4,66        |
| Nuls                 | Nuls              | Nuls        | Nuls        | 140          | 1,56         | 204         | 2,31        |
| Exprimés             | Exprimés          | Exprimés    | Exprimés    | 8 560        | 95,39        | 8 230       | 93,04       |
| * conseiller sortant |                   |             |             |              |              |             |             |

### Canton d'Huriel
| Candidats   | Candidats           | Partis      | Partis      | Premier tour | Premier tour | Second tour | Second tour |
| Candidats   | Candidats           | Partis      | Partis      | Voix         | %            | Voix        | %           |
| ----------- | ------------------- | ----------- | ----------- | ------------ | ------------ | ----------- | ----------- |
| 1           | Pascal Courty       |             | FN          | 1 779        | 26,77        | 1 736       | 24,52       |
| 1           | Valérie Peregrin    |             | FN          | 1 779        | 26,77        | 1 736       | 24,52       |
| 2           | Éric Bochef         |             | MoDem       | 1 714        | 25,79        | 2 061       | 29,11       |
| 2           | Marie Carré         |             | MoDem       | 1 714        | 25,79        | 2 061       | 29,11       |
| 3           | Florence Clément    |             | PS          | 897          | 13,50        |             |             |
| 3           | Emmanuel Torregrosa |             | PS          | 897          | 13,50        |             |             |
| 4           | Séverine Fenouillet |             | PCF         | 2 255        | 33,94        | 3 283       | 46,37       |
| 4           | Michel Tabutin      |             | PCF         | 2 255        | 33,94        | 3 283       | 46,37       |
|             |                     |             |             |              |              |             |             |
| Inscrits    | Inscrits            | Inscrits    | Inscrits    | 12 769       | 100,00       | 12 766      | 100,00      |
| Abstentions | Abstentions         | Abstentions | Abstentions | 5 615        | 43,97        | 5 319       | 41,67       |
| Votants     | Votants             | Votants     | Votants     | 7 154        | 56,03        | 7 447       | 58,33       |
| Blancs      | Blancs              | Blancs      | Blancs      | 352          | 4,92         | 225         | 3,02        |
| Nuls        | Nuls                | Nuls        | Nuls        | 157          | 2,19         | 142         | 1,91        |
| Exprimés    | Exprimés            | Exprimés    | Exprimés    | 6 645        | 92,89        | 7 080       | 95,07       |

### Canton de Lapalisse
| Candidats            | Candidats             | Partis      | Partis      | Premier tour | Premier tour | Second tour | Second tour |
| Candidats            | Candidats             | Partis      | Partis      | Voix         | %            | Voix        | %           |
| -------------------- | --------------------- | ----------- | ----------- | ------------ | ------------ | ----------- | ----------- |
| 1                    | Gérard Cussinet       |             | FN          | 1 916        | 25,19        | 1 685       | 20,53       |
| 1                    | Claudine Lopez        |             | FN          | 1 916        | 25,19        | 1 685       | 20,53       |
| 2                    | Hélène Bruni          |             | DVD         | 2 704        | 35,55        | 3 205       | 39,05       |
| 2                    | François Szypula*     |             | UDI         | 2 704        | 35,55        | 3 205       | 39,05       |
| 3                    | Martine Arnaud        |             | PRG         | 2 986        | 39,26        | 3 318       | 40,42       |
| 3                    | Jacques de Chabannes* |             | PRG         | 2 986        | 39,26        | 3 318       | 40,42       |
|                      |                       |             |             |              |              |             |             |
| Inscrits             | Inscrits              | Inscrits    | Inscrits    | 14 237       | 100,00       | 14 237      | 100,00      |
| Abstentions          | Abstentions           | Abstentions | Abstentions | 6 152        | 43,21        | 5 691       | 39,97       |
| Votants              | Votants               | Votants     | Votants     | 8 085        | 56,79        | 8 546       | 60,03       |
| Blancs               | Blancs                | Blancs      | Blancs      | 291          | 3,6          | 232         | 2,71        |
| Nuls                 | Nuls                  | Nuls        | Nuls        | 188          | 2,33         | 106         | 1,24        |
| Exprimés             | Exprimés              | Exprimés    | Exprimés    | 7 606        | 94,08        | 8 208       | 96,04       |
| * conseiller sortant |                       |             |             |              |              |             |             |

### Canton de Montluçon-1
| Candidats            | Candidats            | Partis      | Partis      | Premier tour | Premier tour | Second tour | Second tour |
| Candidats            | Candidats            | Partis      | Partis      | Voix         | %            | Voix        | %           |
| -------------------- | -------------------- | ----------- | ----------- | ------------ | ------------ | ----------- | ----------- |
| 1                    | Jean-Pierre Guérin   |             | DVD         | 1 651        | 26,47        | 2 382       | 40,53       |
| 1                    | Mauricette Lespiaucq |             | DVD         | 1 651        | 26,47        | 2 382       | 40,53       |
| 2                    | Pascale Lescurat     |             | PS          | 2 465        | 39,52        | 3 495       | 59,47       |
| 2                    | Marc Malbet*         |             | PS          | 2 465        | 39,52        | 3 495       | 59,47       |
| 3                    | Élodie Berthéas      |             | FN          | 1 307        | 20,95        |             |             |
| 3                    | Philippe Delplanque  |             | FN          | 1 307        | 20,95        |             |             |
| 4                    | Corinne Chirol       |             | PCF         | 815          | 13,07        |             |             |
| 4                    | Clément Mothet       |             | PCF         | 815          | 13,07        |             |             |
|                      |                      |             |             |              |              |             |             |
| Inscrits             | Inscrits             | Inscrits    | Inscrits    | 12 498       | 100,00       | 12 498      | 100,00      |
| Abstentions          | Abstentions          | Abstentions | Abstentions | 5 985        | 47,89        | 6 030       | 48,25       |
| Votants              | Votants              | Votants     | Votants     | 6 513        | 52,11        | 6 468       | 51,75       |
| Blancs               | Blancs               | Blancs      | Blancs      | 155          | 2,38         | 305         | 4,72        |
| Nuls                 | Nuls                 | Nuls        | Nuls        | 120          | 1,84         | 286         | 4,42        |
| Exprimés             | Exprimés             | Exprimés    | Exprimés    | 6 238        | 95,78        | 5 877       | 90,86       |
| * conseiller sortant |                      |             |             |              |              |             |             |

### Canton de Montluçon-2
| Candidats   | Candidats            | Partis      | Partis      | Premier tour | Premier tour | Second tour | Second tour |
| Candidats   | Candidats            | Partis      | Partis      | Voix         | %            | Voix        | %           |
| ----------- | -------------------- | ----------- | ----------- | ------------ | ------------ | ----------- | ----------- |
| 1           | Aurélie Naudin       |             | FN          | 1 149        | 21,52        |             |             |
| 1           | Jonathan Serre       |             | FN          | 1 149        | 21,52        |             |             |
| 2           | Geneviève de Gouveia |             | PCF         | 1 406        | 26,34        | 2 587       | 51,26       |
| 2           | Christian Sanvoisin  |             | PCF         | 1 406        | 26,34        | 2 587       | 51,26       |
| 3           | Jean-Pierre Bouyssou |             | PS          | 821          | 15,38        |             |             |
| 3           | Béatrice Miclet      |             | PS          | 821          | 15,38        |             |             |
| 4           | Jean Demasse         |             | DVD         | 369          | 6,91         |             |             |
| 4           | Laëtitia Martin      |             | DVD         | 369          | 6,91         |             |             |
| 5           | Annie Ferry          |             | DVD         | 1 593        | 29,84        | 2 460       | 48,74       |
| 5           | Hubert Renaud        |             | DVD         | 1 593        | 29,84        | 2 460       | 48,74       |
|             |                      |             |             |              |              |             |             |
| Inscrits    | Inscrits             | Inscrits    | Inscrits    | 12 167       | 100,00       | 12 167      | 100,00      |
| Abstentions | Abstentions          | Abstentions | Abstentions | 6 566        | 53,97        | 6 638       | 54,56       |
| Votants     | Votants              | Votants     | Votants     | 5 601        | 46,03        | 5 529       | 45,44       |
| Blancs      | Blancs               | Blancs      | Blancs      | 143          | 2,55         | 280         | 5,06        |
| Nuls        | Nuls                 | Nuls        | Nuls        | 120          | 2,14         | 202         | 3,65        |
| Exprimés    | Exprimés             | Exprimés    | Exprimés    | 5 338        | 95,3         | 5 047       | 91,28       |

### Canton de Montluçon-3
| Candidats            | Candidats         | Partis      | Partis      | Premier tour | Premier tour | Second tour | Second tour |
| Candidats            | Candidats         | Partis      | Partis      | Voix         | %            | Voix        | %           |
| -------------------- | ----------------- | ----------- | ----------- | ------------ | ------------ | ----------- | ----------- |
| 1                    | Christian Chito*  |             | DVD         | 3 090        | 43,12        | 4 092       | 60,92       |
| 1                    | Bernadette Vergne |             | UMP         | 3 090        | 43,12        | 4 092       | 60,92       |
| 2                    | Pierre Mothet     |             | FG          | 1 519        | 21,20        | 2 625       | 39,08       |
| 2                    | Josette Simonet   |             | FG          | 1 519        | 21,20        | 2 625       | 39,08       |
| 3                    | Philippe Glomot   |             | DVG         | 1 258        | 17,56        |             |             |
| 3                    | Sylvie Sartirano  |             | DVG         | 1 258        | 17,56        |             |             |
| 4                    | Élisabeth Camus   |             | FN          | 1 299        | 18,13        |             |             |
| 4                    | Franck Picard     |             | FN          | 1 299        | 18,13        |             |             |
|                      |                   |             |             |              |              |             |             |
| Inscrits             | Inscrits          | Inscrits    | Inscrits    | 14 864       | 100,00       | 14 864      | 100,00      |
| Abstentions          | Abstentions       | Abstentions | Abstentions | 7 256        | 48,82        | 7 424       | 49,95       |
| Votants              | Votants           | Votants     | Votants     | 7 608        | 51,18        | 7 440       | 50,05       |
| Blancs               | Blancs            | Blancs      | Blancs      | 297          | 3,9          | 468         | 6,29        |
| Nuls                 | Nuls              | Nuls        | Nuls        | 145          | 1,91         | 255         | 3,43        |
| Exprimés             | Exprimés          | Exprimés    | Exprimés    | 7 166        | 94,19        | 6 717       | 90,28       |
| * conseiller sortant |                   |             |             |              |              |             |             |

### Canton de Montluçon-4
| Candidats            | Candidats               | Partis      | Partis      | Premier tour | Premier tour | Second tour | Second tour |
| Candidats            | Candidats               | Partis      | Partis      | Voix         | %            | Voix        | %           |
| -------------------- | ----------------------- | ----------- | ----------- | ------------ | ------------ | ----------- | ----------- |
| 1                    | Ali Benhalla            |             | FN          | 1 020        | 20,13        |             |             |
| 1                    | Lauriane Sorabella      |             | FN          | 1 020        | 20,13        |             |             |
| 2                    | Jean-Michel Aussourd    |             | UMP         | 1 401        | 27,65        | 1 938       | 40,15       |
| 2                    | Joële Gérinier          |             | UMP         | 1 401        | 27,65        | 1 938       | 40,15       |
| 3                    | Laurence Ernault-Clauws |             | PCF         | 652          | 12,87        |             |             |
| 3                    | Jean-Michel Tomé        |             | PCF         | 652          | 12,87        |             |             |
| 4                    | Bernard Pozzoli*        |             | PS          | 1 994        | 39,35        | 2 889       | 59,85       |
| 4                    | Juliette Werth          |             | PS          | 1 994        | 39,35        | 2 889       | 59,85       |
|                      |                         |             |             |              |              |             |             |
| Inscrits             | Inscrits                | Inscrits    | Inscrits    | 11 047       | 100,00       | 11 047      | 100,00      |
| Abstentions          | Abstentions             | Abstentions | Abstentions | 5 670        | 51,33        | 5 730       | 51,87       |
| Votants              | Votants                 | Votants     | Votants     | 5 377        | 48,67        | 5 317       | 48,13       |
| Blancs               | Blancs                  | Blancs      | Blancs      | 192          | 3,57         | 259         | 4,87        |
| Nuls                 | Nuls                    | Nuls        | Nuls        | 118          | 2,19         | 231         | 4,34        |
| Exprimés             | Exprimés                | Exprimés    | Exprimés    | 5 067        | 94,23        | 4 827       | 90,78       |
| * conseiller sortant |                         |             |             |              |              |             |             |

### Canton de Moulins-1
| Candidats            | Candidats          | Partis      | Partis      | Premier tour | Premier tour | Second tour | Second tour |
| Candidats            | Candidats          | Partis      | Partis      | Voix         | %            | Voix        | %           |
| -------------------- | ------------------ | ----------- | ----------- | ------------ | ------------ | ----------- | ----------- |
| 1                    | Alain Denizot*     |             | PS          | 2 337        | 36,61        | 3 167       | 51,12       |
| 1                    | Eliane Huguet      |             | PS          | 2 337        | 36,61        | 3 167       | 51,12       |
| 2                    | Patrick Jallet     |             | PCF         | 578          | 9,05         |             |             |
| 2                    | Nuray Tas          |             | FG          | 578          | 9,05         |             |             |
| 3                    | Laurence Maillot   |             | FN          | 1 272        | 19,92        |             |             |
| 3                    | Levi Manuel        |             | FN          | 1 272        | 19,92        |             |             |
| 4                    | Jean-Louis Laurent |             | DVD         | 2 197        | 34,41        | 3 028       | 48,88       |
| 4                    | Dominique Legrand  |             | DVD         | 2 197        | 34,41        | 3 028       | 48,88       |
|                      |                    |             |             |              |              |             |             |
| Inscrits             | Inscrits           | Inscrits    | Inscrits    | 12 850       | 100,00       | 12 850      | 100,00      |
| Abstentions          | Abstentions        | Abstentions | Abstentions | 6 129        | 47,7         | 6 132       | 47,72       |
| Votants              | Votants            | Votants     | Votants     | 6 721        | 52,3         | 6 718       | 52,28       |
| Blancs               | Blancs             | Blancs      | Blancs      | 259          | 3,85         | 312         | 4,64        |
| Nuls                 | Nuls               | Nuls        | Nuls        | 78           | 1,16         | 211         | 3,14        |
| Exprimés             | Exprimés           | Exprimés    | Exprimés    | 6 384        | 94,99        | 6 195       | 92,21       |
| * conseiller sortant |                    |             |             |              |              |             |             |

### Canton de Moulins-2
| Candidats            | Candidats           | Partis      | Partis      | Premier tour | Premier tour | Second tour | Second tour |
| Candidats            | Candidats           | Partis      | Partis      | Voix         | %            | Voix        | %           |
| -------------------- | ------------------- | ----------- | ----------- | ------------ | ------------ | ----------- | ----------- |
| 1                    | Jean Laurent        |             | DVD         | 2 675        | 39,39        | 3 734       | 57,64       |
| 1                    | Nicole Tabutin      |             | DVD         | 2 675        | 39,39        | 3 734       | 57,64       |
| 2                    | Annie Mallet        |             | PCF         | 765          | 11,26        |             |             |
| 2                    | Yannick Monnet      |             | PCF         | 765          | 11,26        |             |             |
| 3                    | Jean-Paul Chérasse* |             | PS          | 1 830        | 26,95        | 2 744       | 42,36       |
| 3                    | Bouchra El Yazali   |             | PS          | 1 830        | 26,95        | 2 744       | 42,36       |
| 4                    | Natacha Brun        |             | FN          | 1 521        | 22,40        |             |             |
| 4                    | Henri Buache        |             | FN          | 1 521        | 22,40        |             |             |
|                      |                     |             |             |              |              |             |             |
| Inscrits             | Inscrits            | Inscrits    | Inscrits    | 14 316       | 100,00       | 14 319      | 100,00      |
| Abstentions          | Abstentions         | Abstentions | Abstentions | 7 096        | 49,57        | 7 220       | 50,42       |
| Votants              | Votants             | Votants     | Votants     | 7 220        | 50,43        | 7 099       | 49,58       |
| Blancs               | Blancs              | Blancs      | Blancs      | 293          | 4,06         | 407         | 5,73        |
| Nuls                 | Nuls                | Nuls        | Nuls        | 136          | 1,88         | 214         | 3,01        |
| Exprimés             | Exprimés            | Exprimés    | Exprimés    | 6 791        | 94,06        | 6 478       | 91,25       |
| * conseiller sortant |                     |             |             |              |              |             |             |

### Canton de Saint-Pourçain-sur-Sioule
| Candidats   | Candidats          | Partis      | Partis      | Premier tour | Premier tour | Second tour | Second tour |
| Candidats   | Candidats          | Partis      | Partis      | Voix         | %            | Voix        | %           |
| ----------- | ------------------ | ----------- | ----------- | ------------ | ------------ | ----------- | ----------- |
| 1           | Catherine Corti    |             | DVD         | 3 719        | 49,63        | 4 610       | 66,07       |
| 1           | Bernard Coulon     |             | DVD         | 3 719        | 49,63        | 4 610       | 66,07       |
| 2           | Hélène Daviet      |             | PS          | 2 018        | 26,93        | 2 367       | 33,93       |
| 2           | Thierry Guillaumin |             | PCF         | 2 018        | 26,93        | 2 367       | 33,93       |
| 3           | Chantal Croisel    |             | FN          | 1 757        | 23,45        |             |             |
| 3           | Yves Lecrique      |             | FN          | 1 757        | 23,45        |             |             |
|             |                    |             |             |              |              |             |             |
| Inscrits    | Inscrits           | Inscrits    | Inscrits    | 14 307       | 100,00       | 14 306      | 100,00      |
| Abstentions | Abstentions        | Abstentions | Abstentions | 6 452        | 45,1         | 6 695       | 46,8        |
| Votants     | Votants            | Votants     | Votants     | 7 855        | 54,9         | 7 611       | 53,2        |
| Blancs      | Blancs             | Blancs      | Blancs      | 243          | 3,09         | 416         | 5,47        |
| Nuls        | Nuls               | Nuls        | Nuls        | 118          | 1,5          | 218         | 2,86        |
| Exprimés    | Exprimés           | Exprimés    | Exprimés    | 7 494        | 95,4         | 6 977       | 91,67       |

### Canton de Souvigny
| Candidats            | Candidats                | Partis      | Partis      | Premier tour | Premier tour |
| Candidats            | Candidats                | Partis      | Partis      | Voix         | %            |
| -------------------- | ------------------------ | ----------- | ----------- | ------------ | ------------ |
| 1                    | Aurélie Schabert         |             | DVD         | 2 103        | 30,16        |
| 1                    | Yves Simon               |             | UMP         | 2 103        | 30,16        |
| 2                    | Jean-Paul Dufrègne*      |             | PCF         | 3 814        | 54,70        |
| 2                    | Marie-Françoise Lacarin* |             | PCF         | 3 814        | 54,70        |
| 3                    | Henriette Pastor         |             | FN          | 1 055        | 15,13        |
| 3                    | Xavier Sainty            |             | FN          | 1 055        | 15,13        |
|                      |                          |             |             |              |              |
| Inscrits             | Inscrits                 | Inscrits    | Inscrits    | 11 775       | 100,00       |
| Abstentions          | Abstentions              | Abstentions | Abstentions | 4 444        | 37,74        |
| Votants              | Votants                  | Votants     | Votants     | 7 331        | 62,26        |
| Blancs               | Blancs                   | Blancs      | Blancs      | 236          | 3,22         |
| Nuls                 | Nuls                     | Nuls        | Nuls        | 123          | 1,68         |
| Exprimés             | Exprimés                 | Exprimés    | Exprimés    | 6 972        | 95,10        |
| * conseiller sortant |                          |             |             |              |              |

### Canton de Vichy-1
| Candidats            | Candidats                 | Partis      | Partis      | Premier tour | Premier tour | Second tour | Second tour |
| Candidats            | Candidats                 | Partis      | Partis      | Voix         | %            | Voix        | %           |
| -------------------- | ------------------------- | ----------- | ----------- | ------------ | ------------ | ----------- | ----------- |
| 1                    | Élisabeth Albert-Cuisset* |             | DVD         | 3 173        | 49,37        | 4 241       | 71,13       |
| 1                    | Gabriel Maquin            |             | UMP         | 3 173        | 49,37        | 4 241       | 71,13       |
| 2                    | Marie-José Conte          |             | FN          | 1 723        | 26,81        | 1 721       | 28,87       |
| 2                    | Jean-Pierre Sigaud        |             | FN          | 1 723        | 26,81        | 1 721       | 28,87       |
| 3                    | Isabelle Réchard          |             | PRG         | 1 531        | 23,82        |             |             |
| 3                    | François Skvor            |             | EÉLV        | 1 531        | 23,82        |             |             |
|                      |                           |             |             |              |              |             |             |
| Inscrits             | Inscrits                  | Inscrits    | Inscrits    | 13 467       | 100,00       | 13 467      | 100,00      |
| Abstentions          | Abstentions               | Abstentions | Abstentions | 6 738        | 50,03        | 6 887       | 51,14       |
| Votants              | Votants                   | Votants     | Votants     | 6 729        | 49,97        | 6 580       | 48,86       |
| Blancs               | Blancs                    | Blancs      | Blancs      | 181          | 2,69         | 422         | 6,41        |
| Nuls                 | Nuls                      | Nuls        | Nuls        | 121          | 1,8          | 196         | 2,98        |
| Exprimés             | Exprimés                  | Exprimés    | Exprimés    | 6 427        | 95,51        | 5 962       | 90,61       |
| * conseiller sortant |                           |             |             |              |              |             |             |

### Canton de Vichy-2
| Candidats   | Candidats          | Partis      | Partis      | Premier tour | Premier tour | Second tour | Second tour |
| Candidats   | Candidats          | Partis      | Partis      | Voix         | %            | Voix        | %           |
| ----------- | ------------------ | ----------- | ----------- | ------------ | ------------ | ----------- | ----------- |
| 1           | Claudine Capdevila |             | FN          | 1 457        | 25,90        | 1 496       | 29,54       |
| 1           | Jean Cretier       |             | FN          | 1 457        | 25,90        | 1 496       | 29,54       |
| 2           | Stéphanie Moubamba |             | PS          | 920          | 16,36        |             |             |
| 2           | Bernard Scherrer   |             | PS          | 920          | 16,36        |             |             |
| 3           | Frédéric Aguilera  |             | UMP         | 2 424        | 43,09        | 3 568       | 70,46       |
| 3           | Evelyne Voitellier |             | UMP         | 2 424        | 43,09        | 3 568       | 70,46       |
| 4           | Éliane Grimard     |             | FG          | 824          | 14,65        |             |             |
| 4           | André Leca         |             | FG          | 824          | 14,65        |             |             |
|             |                    |             |             |              |              |             |             |
| Inscrits    | Inscrits           | Inscrits    | Inscrits    | 12 741       | 100,00       | 12 742      | 100,00      |
| Abstentions | Abstentions        | Abstentions | Abstentions | 6 754        | 53,01        | 6 954       | 54,58       |
| Votants     | Votants            | Votants     | Votants     | 5 987        | 46,99        | 5 788       | 45,42       |
| Blancs      | Blancs             | Blancs      | Blancs      | 215          | 3,59         | 482         | 8,33        |
| Nuls        | Nuls               | Nuls        | Nuls        | 147          | 2,46         | 242         | 4,18        |
| Exprimés    | Exprimés           | Exprimés    | Exprimés    | 5 625        | 93,95        | 5 064       | 87,49       |

### Canton d'Yzeure
| Candidats   | Candidats                 | Partis      | Partis      | Premier tour | Premier tour | Second tour | Second tour |
| Candidats   | Candidats                 | Partis      | Partis      | Voix         | %            | Voix        | %           |
| ----------- | ------------------------- | ----------- | ----------- | ------------ | ------------ | ----------- | ----------- |
| 1           | Jacques Cabanne           |             | FG          | 1 217        | 18,03        |             |             |
| 1           | Josiane Chabot            |             | FG          | 1 217        | 18,03        |             |             |
| 2           | Gilles Allègre            |             | FN          | 1 303        | 19,30        |             |             |
| 2           | Élodie Foucher            |             | FN          | 1 303        | 19,30        |             |             |
| 3           | Yves Lenoir               |             | DVD         | 1 464        | 21,69        | 2 246       | 36,44       |
| 3           | Françoise Rouault-Delisée |             | DVD         | 1 464        | 21,69        | 2 246       | 36,44       |
| 4           | Pascale Foucault          |             | PS          | 2 767        | 40,99        | 3 917       | 63,56       |
| 4           | Pascal Perrin             |             | PS          | 2 767        | 40,99        | 3 917       | 63,56       |
|             |                           |             |             |              |              |             |             |
| Inscrits    | Inscrits                  | Inscrits    | Inscrits    | 12 794       | 100,00       | 12 794      | 100,00      |
| Abstentions | Abstentions               | Abstentions | Abstentions | 5 733        | 44,81        | 5 979       | 46,73       |
| Votants     | Votants                   | Votants     | Votants     | 7 061        | 55,19        | 6 815       | 53,27       |
| Blancs      | Blancs                    | Blancs      | Blancs      | 215          | 3,04         | 396         | 5,81        |
| Nuls        | Nuls                      | Nuls        | Nuls        | 95           | 1,35         | 256         | 3,76        |
| Exprimés    | Exprimés                  | Exprimés    | Exprimés    | 6 751        | 95,61        | 6 163       | 90,43       |